# Antonín Kasper (1932–2017)
Antonín Kasper (ur. 31 października 1932, zm. 12 listopada 2017) – czechosłowacki żużlowiec, występujący również na długim torze i na lodzie.

## Życiorys

### Kariera sportowa
Sześciokrotny medalista indywidualnych mistrzostw Czechosłowacji: trzykrotnie srebrny (1960, 1966, 1967) oraz trzykrotnie brązowy (1961, 1964, 1965).
Wielokrotny reprezentant Czechosłowacji na arenie międzynarodowej. Czterokrotny finalista drużynowych mistrzostw świata (w tym dwukrotny medalista tych rozgrywek): Göteborg 1960 – brązowy medal, Wrocław 1961 – IV miejsce, Wiedeń 1963 – srebrny medal, Londyn 1968 – IV miejsce. Wielokrotny uczestnik eliminacji indywidualnych mistrzostw świata, w tym finalista tych rozgrywek (Londyn 1963 – jako rezerwowy). Uczestnik półfinału indywidualnych mistrzostw świata na długim torze (1961 – X miejsce). Zwycięzca turnieju o „Zlatą Přilbę” (Pardubice 1963).
W lidze brytyjskiej reprezentant klubów Coventry Bees (1968–1969) i West Ham Hammers (1970).

### Życie prywatne
Ojciec Antonína Kaspera, również żużlowca.